# Plaques de matrícula de Letònia

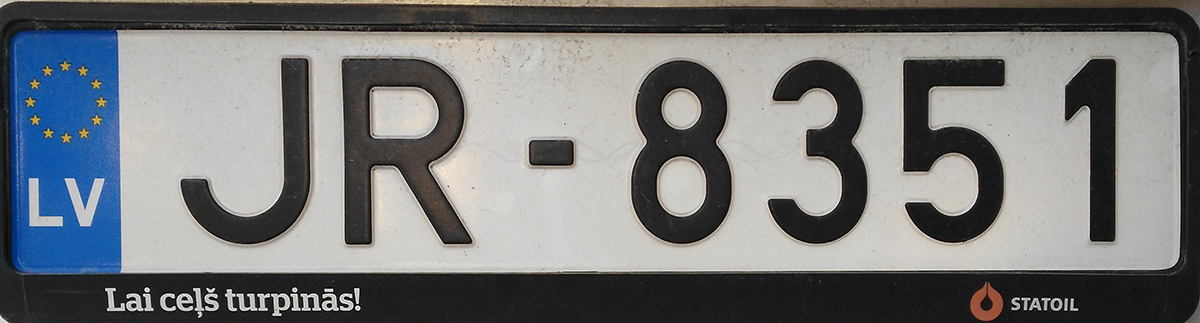
Model de matrícula actual.

Diferents formats de la placa de matrícula

Les plaques de matrícula dels vehicles de Letònia a partir del seu ingrés a la Unió Europea l'any 2004 es componen de dues lletres i d'una a quatre xifres (per exemple, AB-1234), segons l'any de matriculació. Aquests dos grups van separats per un guionet i no hi ha cap codi indicador de la procedència del vehicle. Des de l'1 de maig de 2004, data en què Eslovàquia ingressa a la Unió Europea s'hi afegeixen la secció blava a l'extrem esquerre amb les estrelles en cercle de la UE i el codi internacional del país, LV, comú a la resta de plaques de la Unió Europea.

## Color i mides
Els caràcters són de color negre sobre fons reflectant blanc i les seves mides són les mateixes que els de la resta de països de la  Unió Europea 520 mm x 111 mm (placa davantera), 285 mm x 203 mm (placa posterior quadrada).

## Tipografia

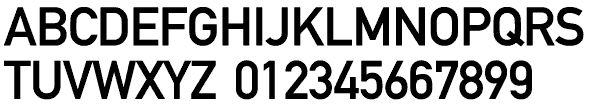
Tipografia DIN 1451 Mittelschrift

Utilitza una tipografia basada en l'antiga norma alemanya DIN 1451 Mittelschrift. El tret més característic es troba en la utilització de la versió original de les xifres 6 i 9 amb l'arrodoniment del traç superior i inferior. No s'utilitzen les lletres Q, W, X i Y.

## Tipus

Model de placa d'un taxi.

Model de placa diplomàtica.

Les motocicletes porten una sola placa posterior d'igual combinació que la dels vehicles, però de format quadrat. Les lletres solen ser TA, TB, TC, etc.
Els taxis porten plaques de fons groc amb els caràcters en negre. La combinació està formada per les dues lletres TX seguides d'una a quatre xifres, segons any de matriculació (per exemple, TX-1234)
Els vehicles diplomàtics d'ambaixades o del personal diplomàtic utilitzen una combinació que comença per les lletres CD seguides d'un guionet i quatre xifres en negre sobre fons vermell (per exemple, CD-1234). El primer grup de dues xifres indica l'estat de pertinença del vehicle. Per contra no porta la franja blava de la UE.
El propietari d'un vehicle pot sol·licitar una matrícula personalitzada, que pot està formada de dos a vuit caràcters, sent requisit mínim una xifra i una lletra. Un mateix caràcter es pot repetir un màxim de tres cops seguits.

## Història

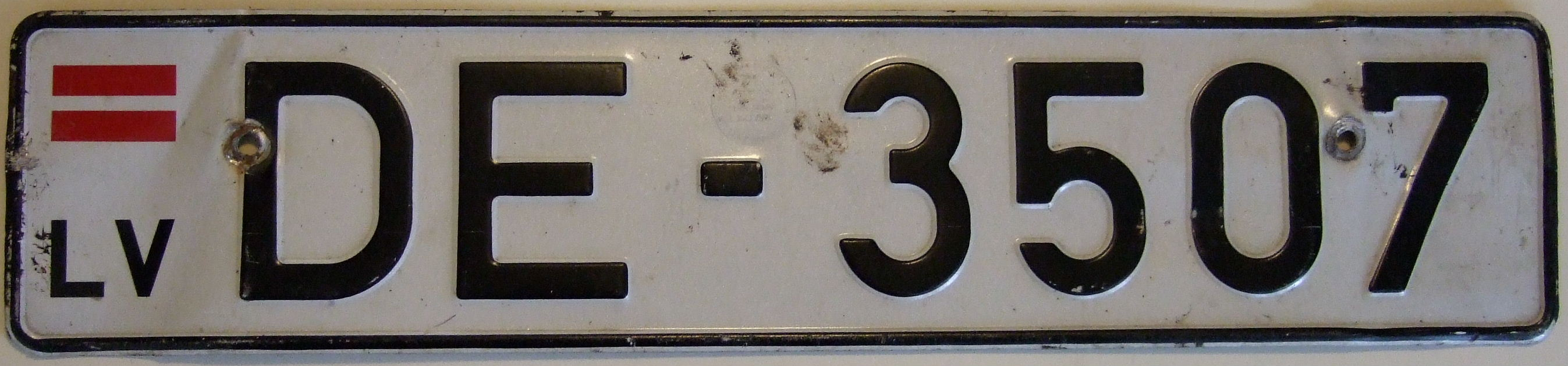
Model de matrícula 1999-2004.

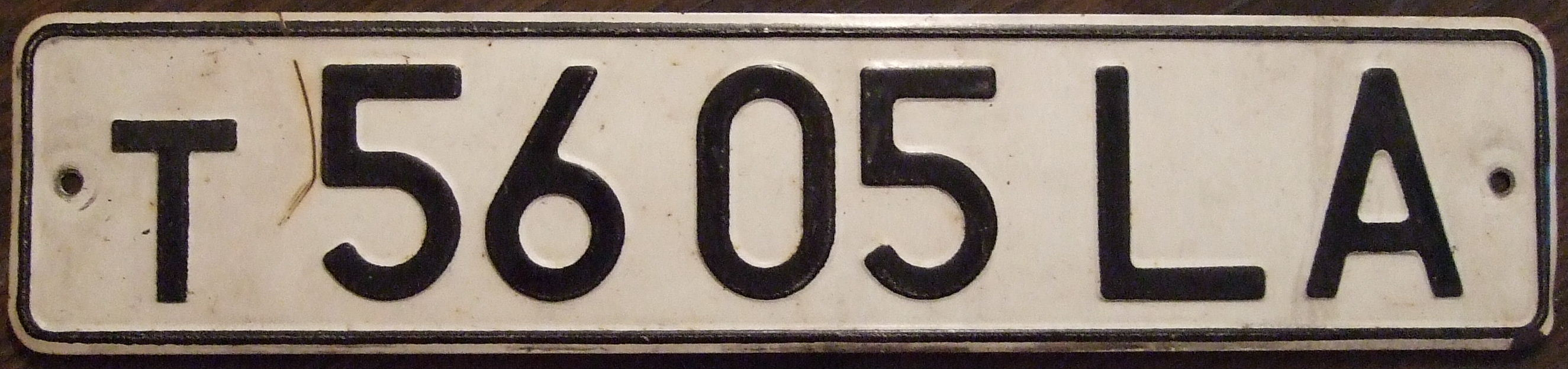
Model de matrícula període 1991-1992.

Entre el 1992 i el 2004, període entre la independència de la Unió Soviètica i l'ingrés a la Unió Europea, les plaques mostraven la mateixa combinació alfanumèrica actual (dues lletres i quatre xifres) però portaven la bandera nacional i el codi de país LV a la part esquerra.
Durant el període de transició 1991-1992 es van utilitzar plaques amb el model soviètic però amb la llatinització del distintiu que feia referència a Letònia, LA.
Durant el període 1940-1991 en què va formar part de la Unió Soviètica, com a RSS de Letònia, les plaques utilitzaven els caràcters ciríl·lics, sent el distintiu ЛА i ЛТ.